# Labirinto (album)
Labirinto è il decimo album di studio (undicesimo se si considera la raccolta di brani in italiano Bravi ragazzi - I grandi successi di Miguel Bosé, dodicesimo se si considera anche la raccolta successiva alla prima, contenente sia brani in italiano che in inglese) del cantante spagnolo Miguel Bosé, uscito in Italia il 27 settembre del 1996.

## Descrizione
L'album è il quinto registrato con l'etichetta WEA, dalla quale era stato ingaggiato dopo la rottura con la CBS, avvenuta nel 1984. Analogamente all'album precedente pubblicato in Italia nel 1994, che aveva visto la luce in Spagna l'anno prima, Labirinto era già uscito nella penisola iberica qualche tempo prima, il 27 novembre 1995. Una seconda edizione spagnola di Laberinto, pubblicata nel 1996, conteneva 13 brani, rispetto ai 10 inseriti invece nella prima versione e nell'edizione italiana. Tra le canzoni aggiunte, escluse dall'album italiano risalta Este mundo va, che verrà però inserita, nella versione intitolata Questo mondo va, nel Best of Miguel Bosé del 1999, il suo primo Greatest Hits completo, di cui costituirà il primo singolo estratto. Gli altri due brani supplementari sono Amor entero e Nunca sabré. In Italia, due sono i singoli tratti da Labirinto: la commercialissima L'autoradio (accompagnanata da un video coloratissimo, con chiare influenze pittoriche) e Sento che il tuo nome, anche se entrambi vengono pubblicati soltanto come promo, ad esclusivo uso pubblicitario.

## Tracce
1. Acqua chiara 6:13 (Bosé, Cullum, McLelland)
2. Sento che il tuo nome 6:13 (Bosé, Cullum, McLelland)
3. Non ho modo di dimenticare te 6:57 (Bosé, Cullum, McLelland)
4. Cuore che non ha 7:09 (Bosé, Cullum, McLelland)
5. Guardo il blu 6:50 (Bosé, Cullum, McLelland)
6. Se 8:06 (Bosé, Cullum, McLelland)
7. Ti cercherò 4:44 (Bosé, Cullum, McLelland)
8. L'autoradio 4:16 (Bosé, ferrario, Grilli)
9. Mai 6:42 (Bosé, Cullum, McLelland)
10. Ho sete 6:28 (Bosé, Cullum, McLelland)

## Formazione/Musicisti/Staff/Produzione
- Miguel Bosé: voce
- Sandy McLelland: tastiera; batteria; percussioni; co-produzione; missaggio e masterizzazione al Metropolis
- Ross Cullum: tastiera; batteria; percussioni; chitarra; produzione; missaggio e masterizzazione al Metropolis
- Avril McIntosh: assistente al missaggio e alla masterizzazione al Metropolis
- José Miguel Carmona, Vicente Amigo (special guests): chitarra spagnola
- Bryn Haworth: slide guitar
- Davay Spillaney: bagpipe horns, flauto
- Robbie McIntosh: chitarra acustica e chitarra elettrica
- Javier Quilez: basso, cori
- José Maria Guzman: cori
- Greta y Los Garbo (special guests): cori
- La Chonci: voci supplementari
- Emilio Farina: artwork
- Julian Broad: fotografia
- Margaret Watty: stilista